# Gemeinde Marijampolė

Amtsbezirke der Gemeinde Marijampolė

Die Gemeinde Marijampolė (lit. Marijampolės savivaldybė) ist eine der sogenannten Neuen Selbstverwaltungsgemeinden (Nauja Savivaldybė) in Litauen, in der Region Suvalkija, im Bezirk Marijampolė, ohne Zusatzbezeichnung.
Sie umfasst die Stadt Marijampolė, die Städtchen (miesteliai) Daukšiai, Gudeliai, Igliškėliai, Liudvinavas, Sasnava und Šunskai, sowie 276 Dörfer. In der Gemeinde leben 58.608 Menschen (2021).

## Amtsbezirke
Sie ist eingeteilt in fünf ländliche und einen städtischen Amtsbezirk (seniūnijos):
- Igliauka
- Liudvinavas
- Marijampolė Stadt
- Mokolai (Sitz in Marijampolė)
- Patašinė (Sitz in Marijampolė)
- Sasnava

## Bürgermeister
- 2000–2007, 2008–2017: Vidmantas Brazys (1946–2017), LSDP
- 2007–2008: Rolandas Jonikaitis (* 1962), Tvarka ir teisingumas
- 2017–2019: Irena Lunskienė (1955), LSDP
- 2019-(2023): Povilas Isoda (* 1988), LSDP

## Sehenswürdigkeiten

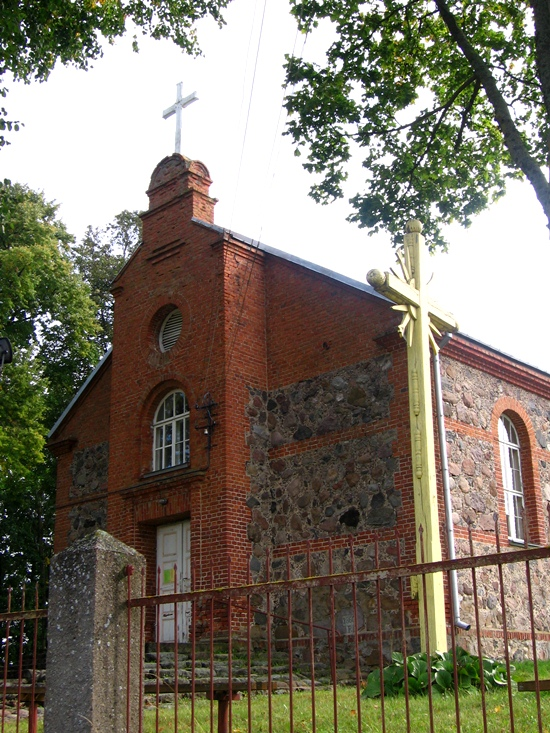
St.-Georgs-Kirche in Daukšiai, erbaut von 1860 bis 1864
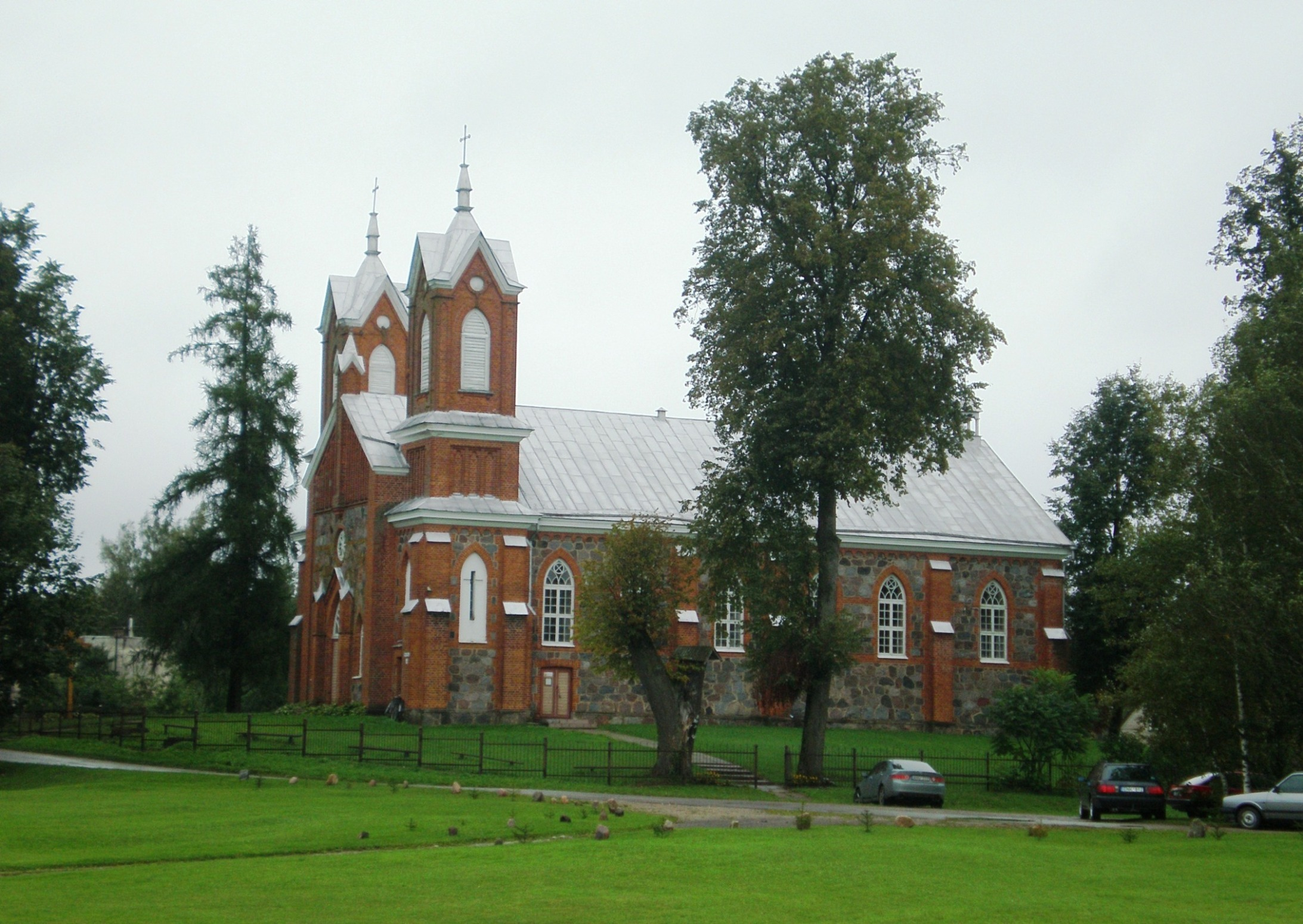
Kirche der Jungfrau Maria Skapulier in Gudeliai, errichtet von 1893 bis 1895
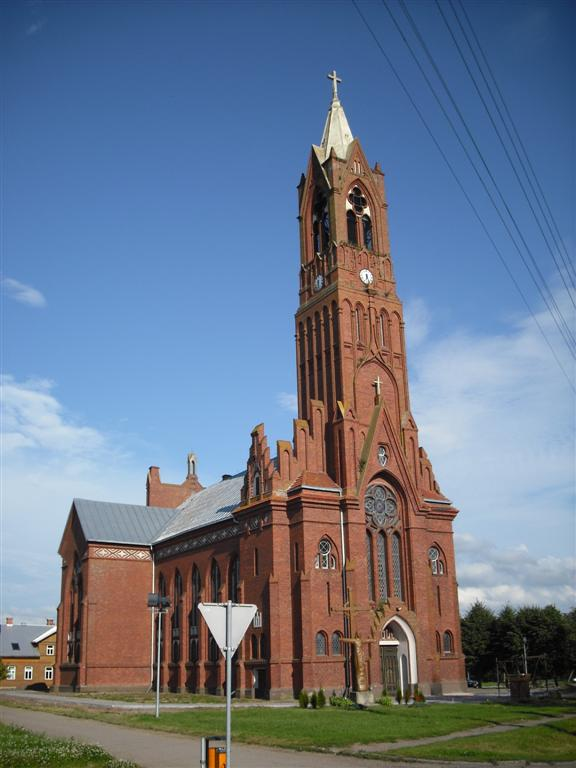
Kirche des Namens der Jungfrau Maria in Sasnava, erbaut von 1928 bis 1938
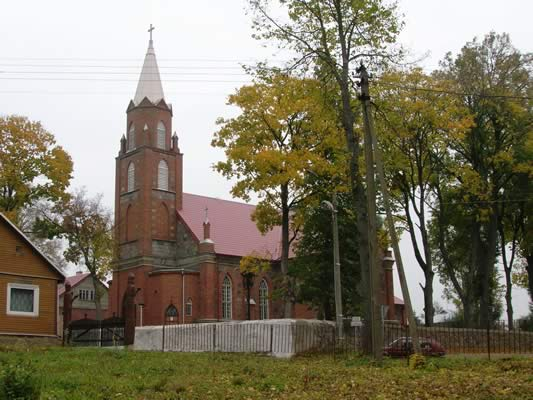
St.-Kasimir-Kirche in Igliauka, errichtet von 1882 bis 1884
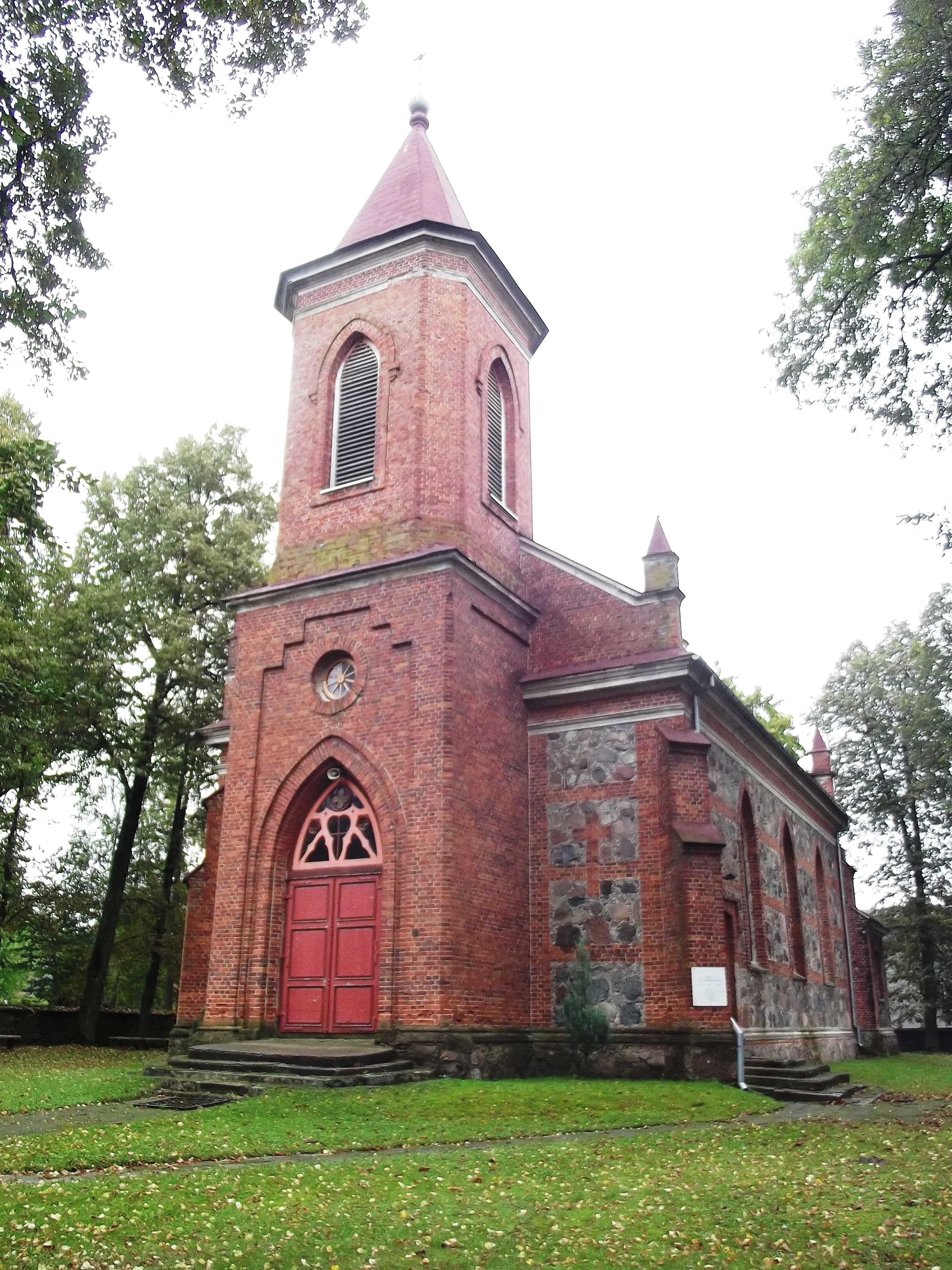
Maria-Magdalena-Kirche in Šunskai, erbaut 1865